# Hoogstraat (Leiden)
De Hoogstraat is een winkelstraat in de binnenstad van de Nederlandse stad Leiden, op de plaats waar de Oude en de Nieuwe Rijn bij elkaar stromen.
Deze historische plek vormde samen met de Visbrug en de Sint Jansbrug in de 12e eeuw de enige vaste oeververbinding over de Rijn tussen Utrecht en de Noordzee. (Nieuwenhuijse 2007) Achter de huizen ligt de Leidse Burcht.
De straat vormt nu een belangrijke verbinding tussen de Haarlemmerstraat en de Breestraat, twee belangrijke Leidse winkelstraten, en heeft zodoende primair een winkelfunctie.
De Hoogstraat is ook letterlijk een hoge straat: de straat ligt op een hoger niveau dan aangrenzende straten en is gelegen bovenop werfkelders.